# (10013) Stenholm
(10013) Stenholm es un asteroide que forma parte del cinturón de asteroides y fue descubierto por Claes-Ingvar Lagerkvist el 2 de septiembre de 1978 desde el Observatorio de La Silla, Chile.

## Designación y nombre
Stenholm recibió inicialmente la designación de 1978 RR8.
Más tarde, en 2003, se nombró en honor del astrónomo sueco Björn Stenholm.

## Características orbitales
Stenholm orbita a una distancia media de 2,436 ua del Sol, pudiendo alejarse hasta 3,015 ua y acercarse hasta 1,857 ua. Tiene una inclinación orbital de 11,15 grados y una excentricidad de 0,2377. Emplea 1389 días en completar una órbita alrededor del Sol. El movimiento de Stenholm sobre el fondo estelar es de 0,2592 grados por día.

## Características físicas
La magnitud absoluta de Stenholm es 13,8.